# Mary Wagner
Mary Wagner (ur. 12 lutego 1974 w Nanaimo) – kanadyjska filolog, anglistka, romanistka, działaczka pro-life.

## Życiorys
Urodziła się w 12 lutego 1974 w miejscowości Nanaimo na wyspie Vancouver. Pochodzi z wielodzietnej katolickiej rodziny. Ukończyła anglistykę i romanistykę na Uniwersytecie Kolumbii Brytyjskiej.
Od wielu lat jest aktywistką antyaborcyjną, traktując aborcję jako zabójstwo nienarodzonego dziecka. Działa poprzez manifestacje na terenie prywatnych klinik aborcyjnych w Toronto. Polegają one na tym, że Mary Wagner cicho się modli, a następnie wręcza róże i ulotki informacyjne o wartości ludzkiego życia pracownikom klinik i kobietom, które chcą poddać się aborcji.
Od 2000 do 2011 co najmniej czterokrotnie skazywana za bezprawne wkroczenie na teren prywatny (trespassing) oraz naruszanie zasad zwolnienia warunkowego. Po raz kolejny aresztowano ją za wtargnięcie do prywatnej kliniki w listopadzie 2011. Mary Wagner dostała się do zamykanej elektronicznie poczekalni jednej z klinik aborcyjnych w Toronto. Na miejscu doprowadziła do zaniepokojenia i płaczu część pacjentek. Kiedy personel kliniki próbował przenieść pacjentów do innego pomieszczenia, próbowała za nimi podążyć, uniemożliwiając jednej z pacjentek przejście. Przybyła na miejsce policja, po rozmowie z pracownikami, nakazała Wagner opuścić lokal. Gdy ta odmówiła, została aresztowana pod zarzutem bezprawnego wkroczenia na teren prywatny. W marcu 2012 została uznana za winną łobuzerki (mischief) i dwukrotnego naruszenia warunków okresu próbnego, otrzymując wyrok 92 dni pozbawienia wolności i 3 letni okres próbny. Jako że przed rozprawą spędziła w areszcie 88 dni, w sumie została by skazana na 6 miesięcy (180 dni) pozbawienia wolności.
Po apelacji we wrześniu 2012, wyrok pozbawienia wolności zmniejszono do 88 dni (wliczając w ten okres areszt), z 3 letnim okresem próbnym. W międzyczasie naruszyła ten okres już w sierpniu, wkraczając na teren kolejnej kliniki aborcyjnej.
23 grudnia 2014 znów została aresztowana i osadzona w więzieniu dla kobiet w Milton koło Toronto, po tym jak weszła do placówki aborcyjnej Bloor West Village w Toronto i rozdawała białe i czerwone róże matkom oczekującym tam na aborcję. Została oskarżona o zakłócanie działalności gospodarczej. Podczas rozprawy w dniu 16 kwietnia 2015 Mary Wagner ponownie została skazana. W lipcu została zwolniona z aresztu.
12 grudnia 2015 ponownie aresztowano ją pod zarzutem naruszenia przestrzeni placówki aborcyjnej. Weszła wtedy do placówki, gdzie rozdawała kobietom białe róże. Wezwana na miejsce policja skuła ją kajdankami. 26 kwietnia 2016 została skazana przez sąd na maksymalny wymiar kary – 6 miesięcy więzienia. Ponieważ była tymczasowo aresztowana przez 4 miesiące, sąd zaliczył jej pobyt w areszcie na poczet orzeczonej kary.
12 grudnia 2016 została zatrzymana po raz kolejny w ośrodku aborcyjnym, w Bloor West Village. Osadzona została w areszcie w Milton, gdzie przebywała blisko pół roku. Wyrokiem sądu w Toronto Mary została skazana na 9 miesięcy pozbawienia wolności. Sąd zaliczył jej jednak 6-miesięczny pobyt w areszcie według przelicznika 1,5, tym samym uznając karę za odbytą.
Ponownie aresztowano ją w Wielki Czwartek, 18 kwietnia 2019 na terenie kliniki aborcyjnej Everywoman’s Health Center w Vancouver, gdzie rozdawała róże i medaliki oraz proponowała alternatywne względem aborcji rozwiązania. Odmówiła wyjścia za kaucją i deklaracji, że nie będzie się zbliżać do klinik aborcyjnych.

### Wizyty w Polsce
Mary Wagner odwiedziła Polskę dwukrotnie – w dniach 3–17 października 2014 i ponownie 22 lipca – 12 sierpnia 2016. Przyjechała na zaproszenie Fundacji Pro-prawo do Życia. Odwiedziła kilkanaście miast, spotykając się z ludźmi. Wzięła udział w premierze filmu Nie o Mary Wagner.

## Wyróżnienia
- Medal Diamentowego Jubileuszu Królowej Elżbiety II (2012)[16].

## Film
W 2014 reżyser Grzegorz Braun ukończył pracę nad filmem dokumentalnym na podstawie jej biografii, pt. Nie o Mary Wagner.

## Znaczek pocztowy
W 2015 Poczta Polska wykonała na specjalne zamówienie znaczek z wizerunkiem Mary Wagner.